# 中央大学教授刺殺事件
中央大学教授刺殺事件（ちゅうおうだいがくきょうじゅしさつじけん）とは、2009年（平成21年）1月14日に中央大学で発生した殺人事件。

## 経緯
2009年（平成21年）1月14日午前10時32分頃、東京都文京区の中央大学後楽園キャンパス内の校舎1号館4階男子トイレで同大学理工学部教授の高窪統が刃物で胸や背中や腹などを刺されて倒れているのを駆けつけた富坂警察署の署員が発見した。高窪は同日午前11時30分に搬送先の病院で死亡した。警視庁は殺人事件と断定して富坂警察署に特別捜査本部を設置した。
死因は背中、胸、腹の刺し傷による失血死で、傷は体の上半身を中心に40ヶ所に上り、両腕には攻撃を防ぐ際についたとみられる傷もあった。また、目撃情報より、現場のトイレ近くで目撃された「30歳くらい、ニット帽、黒いコートの男性」が犯人像として浮上した。
同年5月21日、高窪の遺体の手の爪に残っていた微物のDNA型が一致したため、当時28歳の男が殺人容疑で逮捕された。被疑者は中央大学理工学部のOBで、高窪の元教え子であった。凶器には、刈り込みばさみ（刃渡り約27cm）を分解したものを使用したという。
2009年（平成21年）6月8日、東京地検は元教え子を鑑定留置し、精神鑑定を開始した。
2009年（平成21年）10月2日、東京地検は、2009年6月から3か月半かけて元教え子を鑑定した結果、刑事責任能力を問えると判断し、殺人罪で元教え子を起訴した。

## 報道
元教え子が逮捕された日は裁判員制度が開始された日でもあるため、報道が裁判員候補者に予断を与えないかどうか注目されているが、実際の報道は、転職を繰り返したという逮捕時点では事件との関連性がみえない元教え子の職歴、「卒業生に思い込みの激しい人物がいる」という情報、「殺害行為については淡々と認めながら」という出所が明記されていない元教え子の供述など予断を与えかねない内容で、開始前と大して変わっていないという指摘がある。

## 犯人像
元教え子は1981年生まれで、両親が40代を迎えて生まれた一人っ子だったため、愛情を一身に受けた。特に母親の愛情は異常であり、息子のために何軒もの塾に通わせたり、望むものは何でも買ったりしたという。異常性を示すものとして、小学生高学年の頃に元教え子が足に怪我をしたとき、通院を過度に繰り返したり、就職した電子メーカーを自主退社した際に母親が会社に乗り込んで辞表の撤回を頼み込んだりしていることが上げられる。
元教え子は理系科目が得意だったといわれ、現役で中央大学理工学部に進学。しかし周囲になじめず孤立がちだったという。そんなときに親しく接してくれたのが高窪教授であった。元教え子は高窪教授と別れたくなかったのか、高窪教授に大学院に進学する旨を相談したが、高窪教授は元教え子が人付き合いが苦手なことからむしろ社会に出てコミュニケーションスキルを上げることをすすめた。
高窪教授の助言を得て元教え子は大手食品会社に就職するが、わずか1ヶ月で退社。その半年後くらいに就職した電子機器会社でも試用期間中で打ち切られ、電子メーカーでも自ら自主退社した。2007年頃から元教え子は1人暮らしを始め、平塚市内のホームセンターに就職した。だがそこでも客や同僚とのトラブルが絶えず、それが原因で高窪教授を逆恨みして凶行に至ったのではないかとされている。
なお、元教え子は動機に関しては黙秘を続けているが、「卒業前の忘年会で高窪教授に話しかけてもらえなかった」「翌日の記念写真の撮影会に食あたりで出席できず、疎外されていると感じた」など高窪に対する不満を述べている。事件後、警察が家宅捜索した際には「消極的な自分を変えなければいけない」「もっとコミュニケーションを取らなきゃ」などと書かれたメモが多数見つかったという。

## 刑事裁判

### 第一審・東京地裁
裁判前に公判前整理手続が行われ、検察側と弁護側は心神耗弱や起訴事実を争わない方針を示した。そのため、元教え子が動機についてどう説明するかが注目された。
2010年（平成22年）11月24日、東京地裁（今崎幸彦裁判長）で裁判員裁判初公判が開かれ、罪状認否で元教え子は起訴内容を認めた。冒頭陳述では、検察側・弁護側双方が「被告は妄想性障害にかかり、心神耗弱だった」と主張した。
2010年（平成22年）11月29日、元教え子は動機について「教授は自分に嫌がらせをする『団体』の首謀者と確信していた。死に値すると思った」と説明した。その後、精神鑑定医が「被告は当時、さまざまな出来事を悪意あるものと思い込む妄想性障害で、犯行動機に大きな影響を与えた」と述べた。
2010年（平成22年）11月30日、論告求刑公判が開かれ、検察側は「恩人を一方的に惨殺した理不尽極まりない犯行」として懲役20年を求刑した。同日の最終弁論で弁護側は「精神障害に起因する犯行で、懲役6年が相当」と主張し、裁判が結審した。
2010年（平成22年）12月2日、東京地裁（今崎幸彦裁判長）で判決公判が開かれ、裁判長は「執拗かつ残虐な方法で恩師の生命を奪った理不尽な犯行だ」として元教え子に対して懲役18年の判決を言い渡した。
判決では妄想性障害の影響は認めたが「犯行に向けた周到な準備には、疑い深く頑固な被告の性格も現れている」と指摘。過去の同様の事件で量刑が懲役3年から無期懲役まで分布していることを踏まえて本事件は「重い部類」とした。その上で心神耗弱を考慮して懲役18年が相当と結論付けた。判決言い渡し後、裁判長は「自らの障害に向き合って治療に努め、高窪教授のご冥福を祈ってください」と説諭した。
検察と弁護側の双方が控訴期限である12月16日までに控訴しなかったため、懲役18年の判決が確定した。